# 129060 Huntskretsch
129060 Huntskretsch è un asteroide della fascia principale. Scoperto nel 2004, presenta un'orbita caratterizzata da un semiasse maggiore pari a 3,0163020 UA e da un'eccentricità di 0,1495245, inclinata di 2,64204° rispetto all'eclittica.